# Taio Cruz
Taio Cruz (rozený Jacob Taio Cruz 23. dubna 1980, nebo 1985 v Londýně v Anglii) je anglický zpěvák, textař, rapper a producent. V roce 2008 vyšlo jeho debutové album Departure, které sám otextoval a produkoval. To dosáhlo nemalého úspěchu v Británii a získalo mu nominaci na ceny MOBO. V červnu 2010 vydal další album Rokstarr, které zahrnovalo úspěšné singly „Break Your Heart“ a „Dynamite“. V roce 2011 spolupracoval se zpěvačkou Kylie Minogue a Travie McCoyem na svém dalším singlu „Higher“. V dubnu 2011 pak Taio Cruz přes svůj Twitter ohlásil vydání svého třetího alba Black and Leather, které by se na pultech mělo objevit do konce roku 2011.

## Život
Cruz se narodil v Londýně otci Nigeřanovi a matce Brazilce. Navštěvoval školu Bilton Grange ve Warwickshiru. Jeho kariéra textaře začala v 19 letech, když se stal součástí Tricky Stewartova spisovatelského kolektivu pro RedZone Entertainment. První úspěch zaznamenal ve 21 letech, když byl oceněn na BRIT Award za textařskou spolupráci na singlu Willa Younga „Your Game“ (roku 2004). Cruz je také zakladatelem a ředitelem společnosti Rokstarr Music London, která roku 2006 vydala jeho debutový singl „I Just Wanna Know“. Roku 2006 také podepsal smlouvu se společnostmi Universal Music Group, Republic Records a britskou odnoží Island Records.

## Diskografie
- Departure (2008)
- Rokstarr (2009)
- TY.O (2011)

## Ocenění a nominace
| Rok  | Ocenění                     | Kategorie                                      | Dílo             | Výsledek  |
| ---- | --------------------------- | ---------------------------------------------- | ---------------- | --------- |
| 2004 | Brit Awards                 | Nejlepší britská píseň (jako textař)           | Your Game        | vítězství |
| 2008 | MOBO Awards                 | Nejlepší britský zpěvák                        |                  | nominace  |
| 2010 | American Music Awards       | Objev roku                                     |                  | nominace  |
| 2010 | Brit Awards                 | Nejlepší britská píseň                         | Break Your Heart | nominace  |
| 2010 | iTunes Best Album & Song    | Nejlepší píseň                                 | Dynamite         | nominace  |
| 2010 | ASCAP Awards                | Uznání za album                                | Departure        | vítězství |
| 2011 | BRIT Awards                 | Nejlepší britská píseň                         | Dynamite         | nominace  |
| 2011 | Virgin Media Awards         | Nejlepší zpěvák                                |                  | nominace  |
| 2011 | Virgin Media Awards         | Nejlepší kolaborace                            | Dirty Picture    | nominace  |
| 2011 | Virgin Media Awards         | Nejlepší Video                                 | Dirty Picture    | nominace  |
| 2011 | Billboard Awards            | Nejlepší nový umělec                           |                  | nominace  |
| 2011 | Billboard Awards            | Top 100 nejlepších songů                       | Dynamite         | vítězství |
| 2011 | Billboard Awards            | Nejlepší digitální píseň                       | Dynamite         | vítězství |
| 2011 | Billboard Awards            | Nejlepší píseň hraná v rádiích                 | Dynamite         | nominace  |
| 2011 | Billboard Awards            | Nejlepší streamovaná píseň                     | Dynamite         | nominace  |
| 2011 | Billboard Awards            | Nejlepší popová píseň                          | Dynamite         | vítězství |
| 2011 | 2011 MuchMusic Video Awards | Nejsledovanější video na serveru MuchMusic.com | Dynamite         | vítězství |
| 2011 | ASCAP Awards                | Textař roku                                    |                  | vítězství |
| 2011 | ASCAP Awards                | Píseň roku                                     | Dynamite         | vítězství |
| 2012 | ASCAP Awards                | (Oceněn) Nejhranější píseň                     | Dynamite         | vítězství |
| 2012 | ASCAP Awards                | (Oceněn) Nejhranější píseň                     | Without You      | vítězství |